# Faculté de philosophie et de lettres de l'université nationale autonome du Mexique
La Faculté de philosophie et de lettres de l’Université nationale autonome du Mexique (UNAM) est la faculté chargée de l’enseignement et la recherche en littératures et en philosophie. Fondée en 1924, elle est issue de l’école nationale des Hautes Études, fondée en 1910, au sein de l'Université de Mexico.

## Historique
La Faculté de philosophie et de lettres est issue de la fondation à l'époque coloniale  de l'Université royale et pontificale du Mexique, le 25 janvier 1553. Au sein de l'Université, une Faculté des arts est établie, constituant un centre fondamental pour l'étude des arts et de la théologie. Le 13 juin 1553, les premiers étudiants s'inscrivent en philosophie. Les cours commencent le 3 juillet de la même année, avec la prière latine prononcée par le grand humaniste Francisco Cervantes de Salazar. L'enseignement philosophique est basé sur les scolastiques, les doctrines de Priscien de Césarée, les Summulae Logicales de Pedro Hispano (es) et les concepts aristotéliciens. L'un des premiers professeurs est Alonso de Veracruz qui donne des cours de théologie traitant de différents thèmes moraux et abstraits, et manifeste un profond intérêt pour les thèmes philosophiques, logiques, éthiques et sociaux, dont les problèmes de la moralité de la guerre contre les Indiens. Ses trois œuvres philosophiques sont fondamentales pour le cours des Arts : Recognitio Summularum, Dialectica Resolutio et Phisica Speculatio. L'enseignement philosophique est réalisé par d'importants philosophes espagnols tels que Francisco de Vitoria, Melchor Cano, Domingo de Soto et Francisco Suárez. Pendant près de trois siècles, l'enseignement humaniste est fondé sur la religion et se déroule sous l'influence dominante des franciscains.
Au XIXe siècle, le rôle de l'éducation, dans un Mexique qui a subi diverses transformations politiques et idéologiques, suscite diverses préoccupations. Le gouvernement de Valentín Gómez Farías cherche à promouvoir la culture nationale parmi les classes populaires et à dissocier le système éducatif du clergé, par une nouvelle réforme pédagogique fondée sur les idées positivistes qui émergent. Un an après le début de cette tentative de réforme de l'éducation, le Parti conservateur parvient, par une circulaire du 3 juillet 1834, à faire réprouver les mesures adoptées par Valentín Gómez Farías, par le pouvoir exécutif suprême. L'Université nationale et pontificale est réinstallée le 12 novembre 1834, promouvant l'étude des grammaires espagnole, latine, française et anglaise ; la rhétorique, la philosophie (logique, métaphysique, éthique) et la littérature, et excluant l'enseignement de l'histoire. Après diverses réorganisations, l'université disparait et réapparait.
Le 7 avril 1881, Justo Sierra (en) présente à la Chambre des députés la proposition de création d'une école de hautes études qui, en tant que centre spécialisé, doit permettre l'impulsion de la recherche. Ce projet est conçu avec l'idée d'introduire le Mexique dans le monde moderne et de promouvoir la formation des enseignants à la pédagogie.
Le 23 septembre 1924, le Président Álvaro Obregón décrète la restructuration de l'École nationale des hautes études et fonde la Faculté de philosophie et de lettres. La première année d'existence de la Faculté de philosophie et de lettres n'est pas facile. Quatre mois après sa création, la subvention économique est suspendue par décret présidentiel et son directeur, M. Balbino Dávalos, ainsi que les professeurs, sont maintenus dans leurs fonctions, mais sans recevoir aucun salaire.
En 1934, la faculté acquiert la dénomination de Faculté de Philosophie et des Beaux-Arts et rassemble l'École Nationale d'Architecture, l'École Nationale des Arts Plastiques, l'École de Philosophie et Lettres et l'École Supérieure de Musique. En 1936, la faculté change de nom et devient la Faculté de philosophie et d'études supérieures. En 1938, la faculté est rebaptisée Faculté de philosophie et de lettres.
En 1939, divers philosophes, écrivains, historiens, anthropologues et poètes espagnols, en exil, rejoignent la faculté comme enseignants. Vers 1943, la faculté Carrera a été créée en reconnaissance de la valeur de la vie académique. En 1954, la faculté a changé son siège social du bâtiment Mascarones à Ciudad Universitaria.11
La première décennie du XXIe siècle voit la création de diplômes en Lettres portugaises et de diplômes en Développement et Gestion Interculturels. En 2011, l'annexe Adolfo Sánchez Vázquez est inaugurée, située derrière le stade olympique universitaire.

## Licences
- Bibliothecologie et études de l’information
- Histoire
- Pédagogie
- Lettres classiques
- Études de l'Amérique latine
- Lettres hispaniques
- Philosophie
- Géographie
- Théâtre et littérature dramatique
- Lettres modernes (italiennes, allemandes, françaises, anglaises et portugaises)
- Développement et gestion interculturel

### Installations
- Bibliothèque "Samuel Ramos"

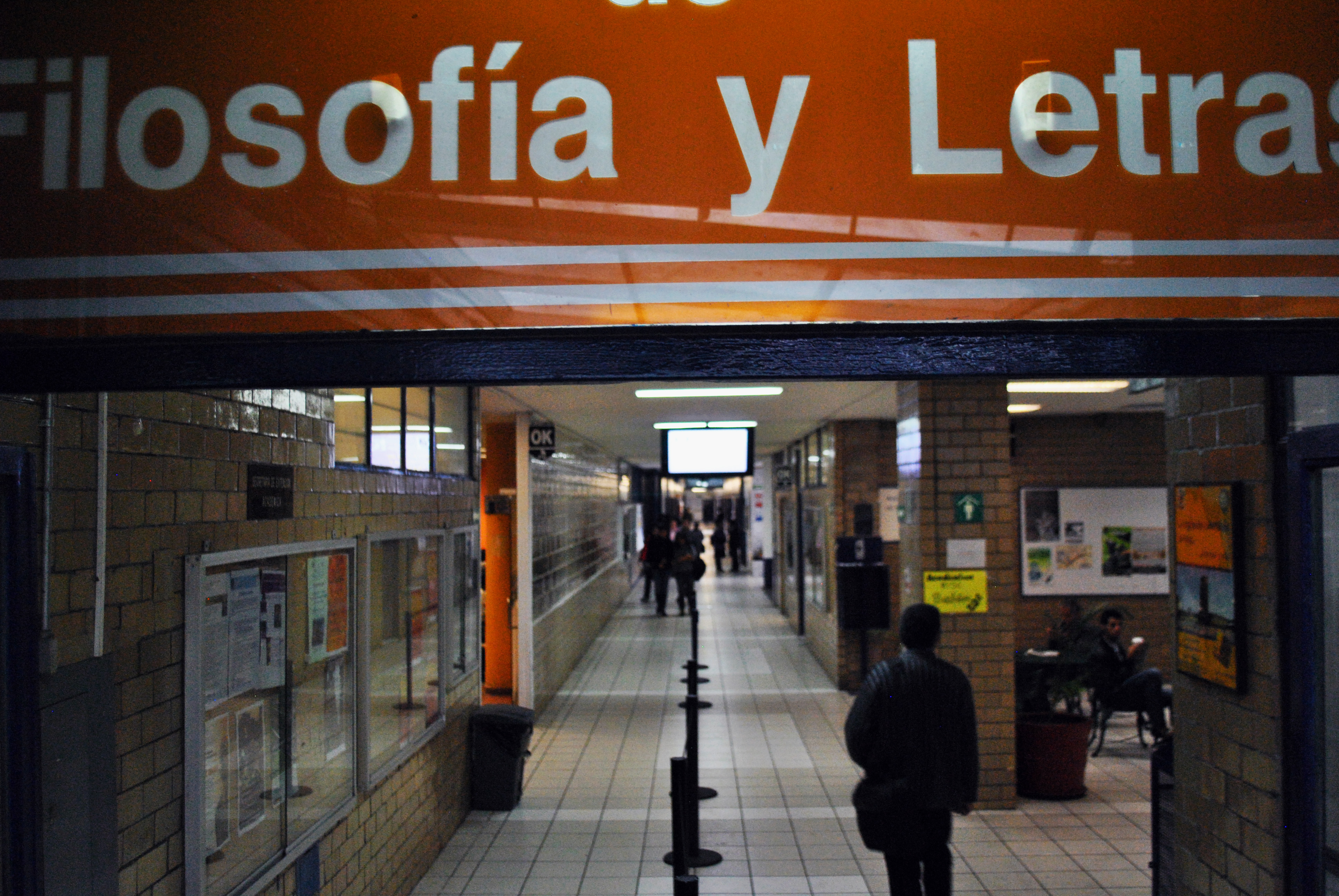
Facultad de Filosofía y Letras de l'UNAM

- Département des langues étrangères
- Auditoire Justo Sierra
- Auditoire "Fray Alonso de la Veracruz"
- Bâtiment "Adolfo Sánchez Vázquez"
- Théâtres
- Centre informatique
- Café
- Mapothèque
- Ludothèque
- Ciné-club

### Diplômés célèbres

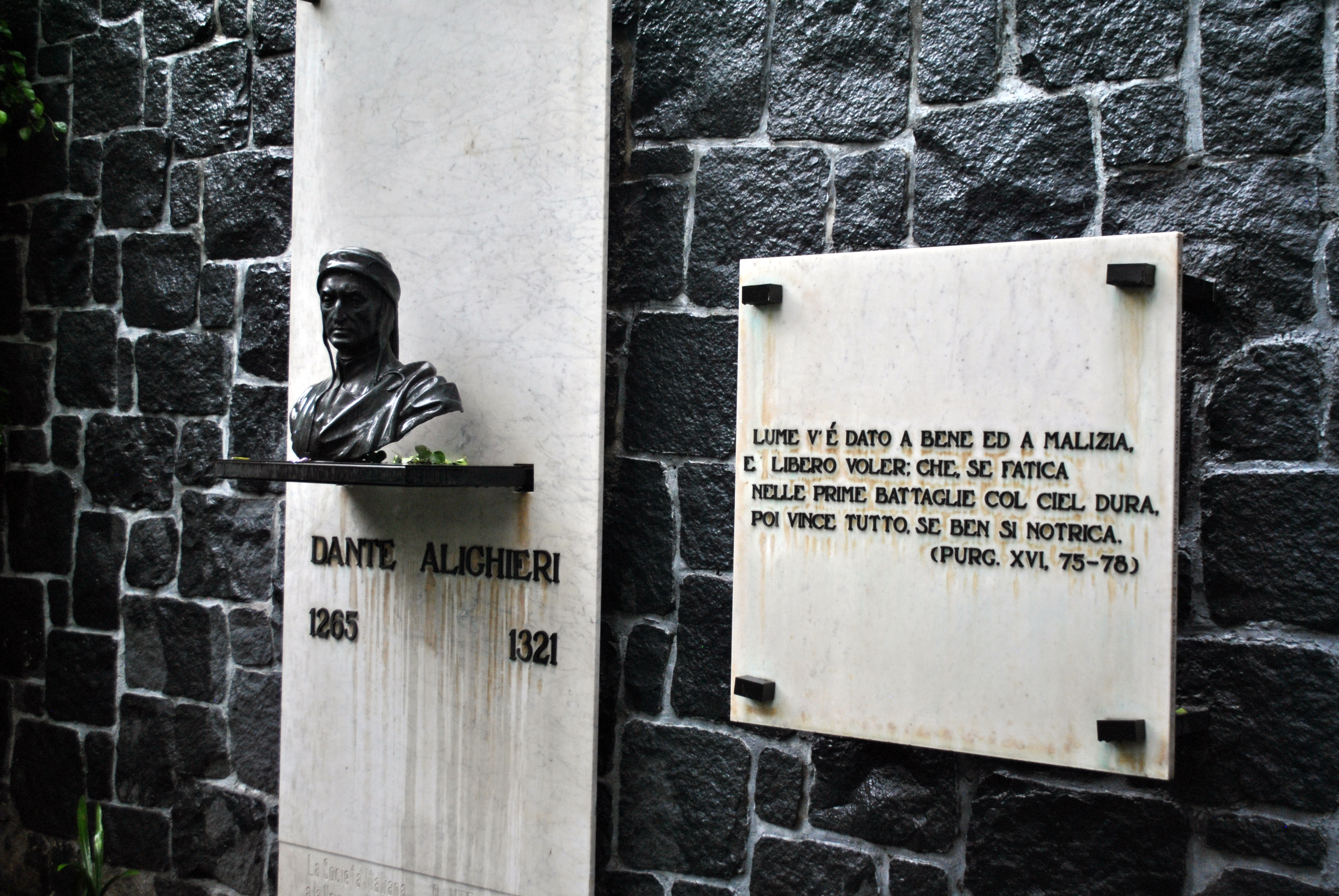
Dante Alighieri, Facultad de Filosofía y Letras UNAM.

- Emilio Carballido
- Ernesto Cardenal
- Rosario Castellanos
- Germán Dehesa
- Jaime Ríos Ortega
- Ernesto de la Peña
- Fernando del Paso
- Beatriz Espejo
- Adolfo Rodríguez Gallardo
- Elena Garro
- Alberto Gironella
- Margo Glantz
- Rafael Sebastián Guillén Vicente
- Eduardo Lizalde
- Álvaro Matute Aguirre
- Carlos Monsiváis
- José Emilio Pacheco
- Juan José Calva González
- Octavio Paz
- Carlos Pereyra Boldrini
- Alejandro Rossi
- Jaime Sabines
- Tomás Segovia
- Luis Villoro
- Ramón Xirau
- Héctor Zagal
- Alicia Perales Ojeda